# Стеавул
Стеаву́л (Шаул, Щаул) — гора в Українських Карпатах, у масиві Гуцульські Альпи (частина Мармароського масиву). Розташована в Рахівському районі Закарпатської області, на південний схід від села Богдан. 
Висота 1752,2 м. Підніжжя і схили гори вкриті лісами, вище — полонини. Схили стрімкі, особливо північний і південний. Вершина розташована на масивному хребті, яким проходить українсько-румунський кордон. На вершині є прикордонний стовпчик. Південні схили гори лежать у межах Румунії. При північний схилах розташовані витоки річки Щаул. 
На захід/північний захід розташована сусідня вершина Неніска Велика (1815,5 м), на схід — гора Бирсенеску.
Найближчий населений пункт: с. Богдан.